# Сан-Муньйос
Сан-Муньйос (ісп. San Muñoz) — муніципалітет в Іспанії, у складі автономної спільноти Кастилія-і-Леон, у провінції Саламанка. Населення — 277 осіб (2010).
Муніципалітет розташований на відстані близько 210 км на захід від Мадрида, 43 км на південний захід від Саламанки.
На території муніципалітету розташовані такі населені пункти: (дані про населення за 2010 рік)
- Агустінес: 8 осіб
- Буенабарба: 0 осіб
- Гальєгос-де-Уебра: 0 осіб
- Сан-Муньйос: 261 особа
- Вілья-Адельфа: 8 осіб

## Демографія
Динаміка населення (INE ):